# Adrian Liu
Adrian Liu (17 de septiembre de 1983) es un deportista canadiense que compitió en bádminton. Ganó una medalla de bronce en los Juegos Panamericanos de 2011, en la prueba de dobles.

## Palmarés internacional
| Juegos Panamericanos | Juegos Panamericanos | Juegos Panamericanos | Juegos Panamericanos |
| Año                  | Lugar                | Medalla              | Prueba               |
| -------------------- | -------------------- | -------------------- | -------------------- |
| 2011                 | Guadalajara (México) | Medalla de bronce    | Dobles               |